# Konrad Beyrich
Konrad Beyrich, auch Conrad Beyrich (* 24. Februar 1852 in Weißig bei Crossen; † nach 1894) war ein deutscher Forschungsreisender und Naturkundler.

## Leben
Beyrich besuchte das Gymnasium in Lauban. Von 1869 bis 1872 war er Kaufmann in Erdmannsdorf und von 1875 bis 1886 Gutsbesitzer mit chemischer Bleichanstalt in Arnsdorf und Krummhübel im Riesengebirge. Im Herbst 1886 reiste Beyrich in die Kapkolonie und von dort über Natal und Zululand nach Transvaal. Er lebte auf den Goldfeldern bei Barberton, reiste auf den Spuren Mauchs ins Matabeleland und besuchte den König von Swasiland. Zusammen mit Franz Bachmann bereiste Beyrich für die Deutsche Pondoland-Gesellschaft das Pondoland. Beyrich und Bachmann errichteten die Stationen Lambas (auch Lombaas) bei Port Grosvenor und Intsubana am Rande des Egossa-Waldes. Im Frühjahr 1890 reiste er über Kapstadt zurück nach Deutschland. Im Auftrag der Deutschen Kolonialgesellschaft hielt er Vorträge über das östliche und südliche Afrika. Um 1894 lebte Beyrich in Herischdorf bei Warmbrunn in Schlesien.
Beyrich war ein Neffe des Geologen Heinrich Ernst Beyrich.

## Werk
Beyrich sandte eine Naturaliensammlung nach Deutschland, die sich im Botanischen Museum in Berlin befindet. Beyrich und Bachmann waren die ersten Reisenden, die in der Transkei Landschnecken sammelten. Beyrich wird in Gattungsnamen gewürdigt, etwa in Sphagnum beyrichianum Warnst.

## Werke (Auswahl)
- Das Gebiet des unteren Umzimvubu in Pondoland. In: Deutsche Kolonialzeitung. Nr. 21, 2. Jg. (neue Folge), 25. Mai 1889, S. 163–165 (online bei Uni. Frankfurt/M.).
- Stoff und Weltäther. Warmbrunn 1894 (online auf archive.org).